# 騎馬武者像
騎馬武者像（きばむしゃぞう）は、南北朝時代に制作された、抜き身の大太刀を肩に担いで黒毛馬に騎乗する武者の肖像画である。国の重要文化財。
江戸時代以降、像主は室町幕府初代将軍の足利尊氏とされてきたが、肖像画に描かれた家紋から1970年代以降は高師直もしくは高一族の誰かとする説が有力となった。しかし、近年の修理報告から家紋が後世の補筆であることが判明し、像主を高一族とする論拠が失われたことから再検討の必要性が唱えられている。

## 来歴
本像は絹本着色で、サイズは縦99.9cm、横53.2cm、南北朝時代（14世紀）に描かれたもので、現在は京都国立博物館（独立行政法人国立文化財機構）が所蔵する。
1800年（寛政12年）に松平定信編纂の『集古十種』で、本像は尊氏の肖像として紹介された。その際、「或家蔵」とされ、その頃にはすでに京都の民家が所蔵するものであったと考えられている。その後、1920年（大正9年）に歴史学者の黒板勝美が論文の中で改めて尊氏像という説を発表したことで定着した。
1935年（昭和10年）には国宝保存法に基づき、本像は『絹本着色騎馬武者像』として旧国宝（文化財保護法施行後は重要文化財に移行）に指定された。指定時は京都市の弁護士で美術品収集家でもあった守屋孝蔵の所蔵であったことから、京都国立博物館の所蔵となった現在でも、ほかの尊氏像との区別から「守屋家本」と称される。
しかし、『騎馬武者像』として旧国宝に指定された当初から「義詮花押」があることを理由に、国宝保存法を担当していた文部省内にも尊氏像とすることへの疑問があった。そして、1937年（昭和12年）に美術史家の谷信一が早くも尊氏説に疑問を呈しており、1968年（昭和43年）にも、古文書学者の荻野三七彦が尊氏像説を否定し、細川頼之説とする論考を発表している。
1974年（昭和49年）には、藤本正行が太刀の目貫や馬具に高家の輪違紋が描かれているとして高師直説を唱えた。これ以降、像主を高一族の誰かとみる説が有力となる。黒田日出男は像主の面貌表現から30代と推定し師直の息子の高師詮説を唱えた。
一方、加藤秀幸は本像に描かれた輪違紋は江戸時代にはじめて出現するタイプのものであり、高家の家紋として南北朝時代まで遡らせることへ疑問を呈した。宮島新一は『梅松論』における多々良浜の戦いに臨む尊氏の出で立ちが本像に近く、敗戦像ではなく寿像として尊氏が描かせたものであるとして尊氏説を支持した。
以上の説の主な論拠は以下のとおりであるが、近年は原本や模写本の修理時の新たな発見により高一族説が論拠を失い、やはり足利尊氏像であるとする説が浮上している。

## 議論の争点

### 足利義詮の花押
否定説
画像上部に書かれた花押は、2代将軍義詮のものである。父の画像の上に子が自らの名を記すのは、即ち親を下に見ていることになり、当時の慣習からして極めて無礼な行為となるため、有り得ない。
肯定説
『室町家御案内書案』に「将又等持院様軍陣御影　幅青地錦御直垂浅黄糸御鎧廿四さしたる御矢重藤御弓大クワカタ打タル御甲、栗毛なる御馬ニ（略）御影ノ上ニホウケウ院様御判居之」との記録があり、等持院（尊氏）の肖像画の上に宝筐院（義詮）の花押が記された別の肖像画（朝倉本）があったことが分かっている。
後世加筆説
現存する義詮の自筆の花押と比較すると、義詮本人と花押の書順が異なることに由来する筆致の違いがみられ、後世の人間が義詮の花押を真似て書き加えたものである。

### 像主の風体
否定説
出陣時の整った姿ではなく、兜のない髻の解けたざんばら髪の頭、折れた矢、抜き身の状態の刀など、征夷大将軍という武将として最高位の人物を描いたにしては、あまりにも荒々しすぎる。
肯定説
『梅松論』における多々良浜の戦いに臨む尊氏の出で立ちが本像に近く、京都に凱旋した尊氏がこの時の姿を画工に描かせたという記録が残ることから、やはり尊氏像で正しいとする意見もある。『太平記』によると、尊氏は後醍醐天皇へ叛旗を翻す直前に、寺に籠もって元結を切り落としたといい、「騎馬武者像」の「一束切」のざんばら髪は、その後翻意して挙兵した際の姿を髣髴とさせるものではあり、その点をもって尊氏像と見なされてきたと考えられている。『太平記』では挙兵の際に味方の武士たちがみな尊氏にならって元結を切り落とした逸話も伝えている。

### 太刀や馬具の紋
否定説
太刀や馬具に描かれている輪違の紋が、足利家ではなく高家の家紋であり、像主は高師直、もしくは子の師詮、師冬である。
肯定説
本像の輪違紋（七宝紋）は、中央に唐花菱を内包しないものであり、このような図様の輪違紋は江戸時代になってはじめて現れたと考えられている。一方、『見聞諸家紋』（1467年－1470年成立）所載の高家の家紋は中央に唐花菱のある「唐花輪違紋」であり、本像に描かれた家紋とは異なる。したがって唐花菱を欠いた本像の家紋を高家（高階家）の家紋であるとは断定できない。

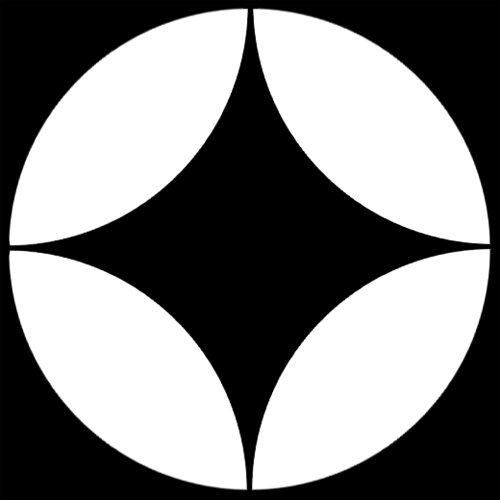
『騎馬武者像』に描かれた七宝紋。
唐花輪違紋。『見聞諸家紋』所載の高家の家紋。

## 高一族説の否定

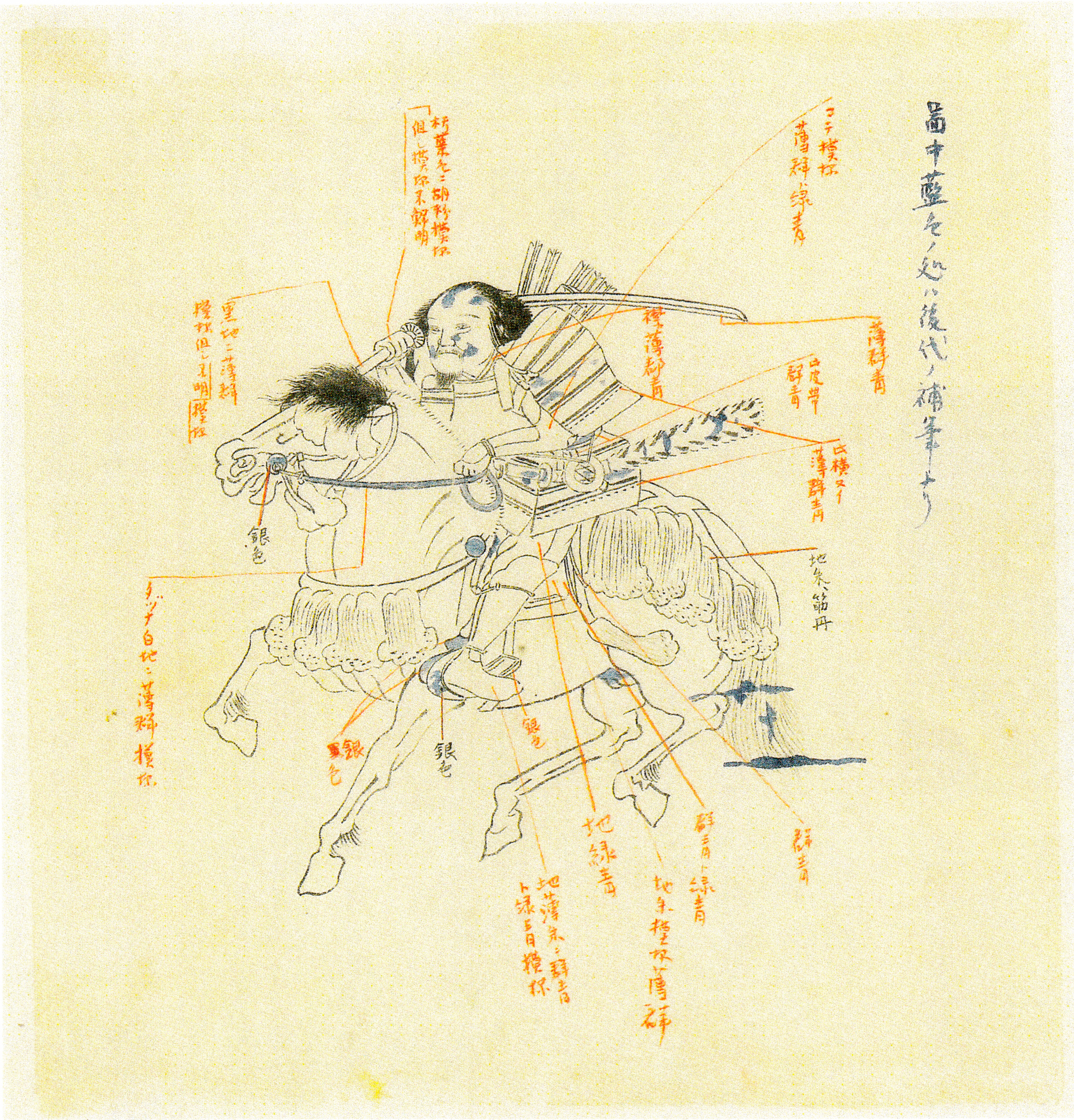
『騎馬武者像』模写本の付属資料。家紋箇所が藍色で補筆であることが示されている。

平成23年（2011年）、東京大学史料編纂所が所蔵する『騎馬武者像』の模写本の修理が行われた。模写本は、大正5年（1916年）に護城鳳山（恵満）が描いたものである。この修理の際、表装に張り込まれた備忘録が発見された。内容から、護城が模写時に原本の状況を記したものと考えられている。この備忘録はそれまで先行研究では、触れられてこなかったものである。
備忘録には、騎馬武者像の素描を描いたうえで、「図中藍色ノ処ハ後代ノ補筆ナリ」と添え書きし、原本における後世の補筆（後筆）の箇所が藍色で示されていた。この補筆箇所の中に、太刀の目貫、馬具の鞖（しおで）が含まれ、本像主が尊氏ではなく、高師直、高師詮あるいは高一族の誰かとする説の論拠となる、家紋「輪違紋」が後世の補筆である可能性が高まった。
この備忘録の信憑性を裏付けるものとして、平成2年（1990年）に京都国立博物館文化財保存修理所において、宇佐美松鶴堂が原本の根本修理を行った際に、やはり家紋箇所に補筆が入っていることが判明している。補筆部分はレントゲン撮影でほかよりも黒く写るので確認できた。
また黒田説において、像主の顔の皺の表現から30歳代と判断され、高師詮であるとされていたが、顔の箇所も補筆が入っていることが判明した。こうしたことから、高一族説の論拠が失われ、像主を巡って再検討の必要性が近年唱えられている。

## 足利尊氏説の再浮上

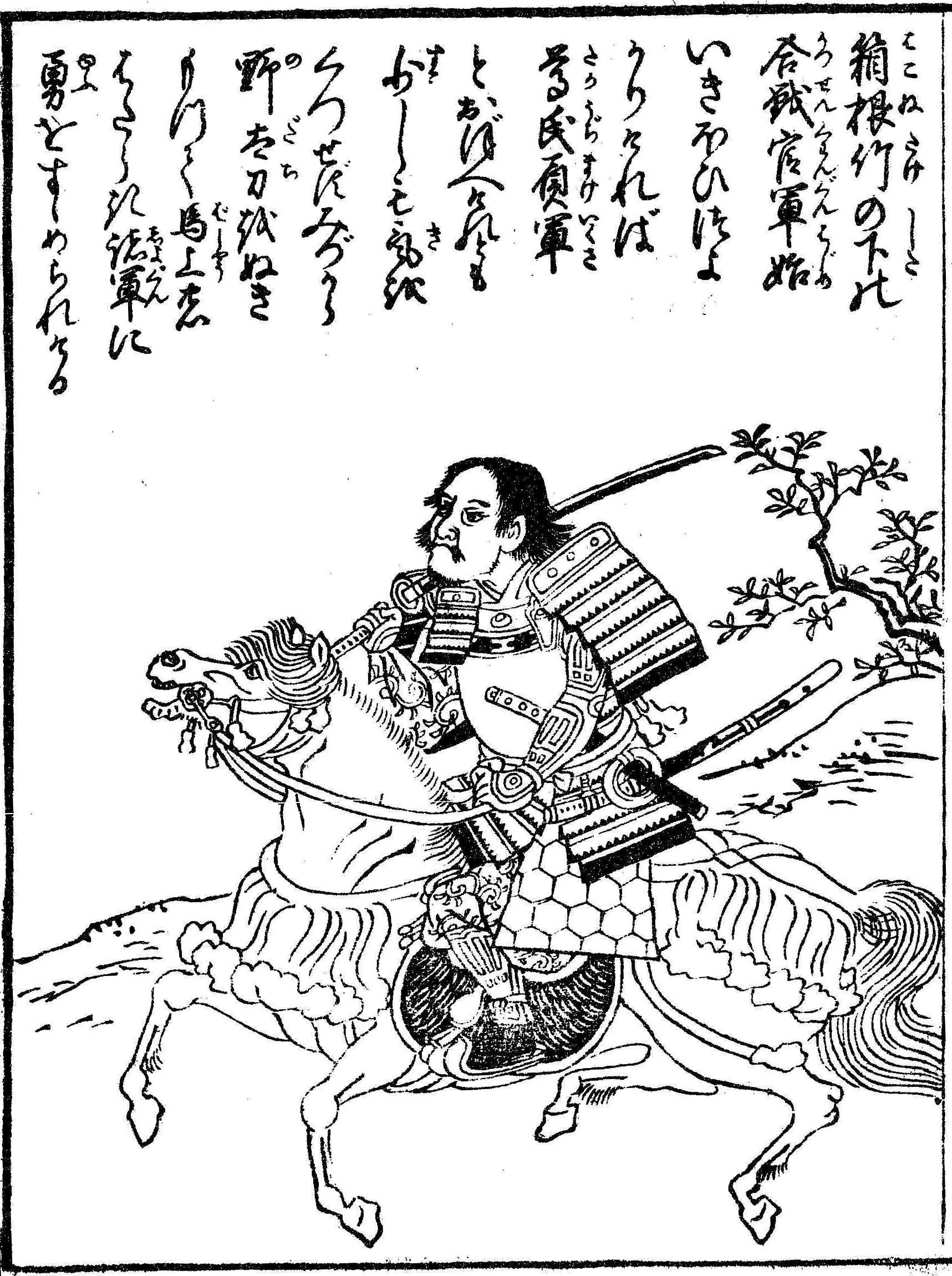
騎馬武者像（足利尊氏）。『絵本武者備考』より。

本像主を足利尊氏とする説を疑問視する根拠は、主として義詮の花押、馬具、刀装に用いられた輪違紋、総髪（乱髪）、抜刀、矢折れという特異な風体の3つであった。
このうち、花押については『室町家御案内書案』に尊氏像の上に義詮の花押を書いた別の肖像画（朝倉本）があったことが記されており、決定的な反論にはなりえないことが指摘されている。
輪違紋についても、上述のように近年の原本や模写本の修理報告から、後世の補筆であることが判明し、高一族の誰かと比定する根拠が失われた。
特異な風体の問題も、近年、江戸時代の1749年（寛延2年）に『絵本武者備考』で西川祐信の描いた騎馬武者像とともに、源折江（みなもとのおりえ、せっこう）が書いた詞書に尊氏への言及があり注目されている。
内容は箱根・竹ノ下の戦いで官軍が最初は勢いが強かったため、尊氏の軍は負けそうに見えたが、少しも気をくじかず、自ら野太刀を抜いて馬上で奮戦し、諸軍に勇気を鼓舞したというものである。したがって本像は、逆賊の汚名にショックを受け一時出家した尊氏が再び気を取り直して弟足利直義の救援に赴いた姿を描いたものであることがわかる。
従来、守屋家本の臨模や同図様を踏襲した最古の絵は『集古十種』（1800年）とされていたが、『絵本武者備考』はこれより半世紀も古い。また、特異な風体は不利な状況から奮起する姿を描いたものという説明は黒板勝美や佐藤進一の指摘より200年遡るものである。